# Javier Azpeitia
Javier Azpeitia Muñoz (Madrid, 1962) es un novelista y editor español. Ha sido director literario de las editoriales Lengua de Trapo (1998-2004) y 451 Editores (2004-2010) y desde 2011 lo es de Libros de la ballena.
Profesor de edición y de escritura creativa, coordina también el máster de Edición de la Universidad Autónoma de Madrid.

## Biografía
Se licenció en Filología Hispánica en la Universidad Autónoma de Madrid en 1986.
Comenzó su carrera literaria en 1989 con Mesalina. En 1996, su tercera novela, Hipnos, resultó ganadora del Premio Hammett de novela negra. 
Pasó por McGraw Hill, Debate, Mondadori y Exadra. Fue subdirector de la editorial Lengua de Trapo entre 1998 y 2004, un período en que este sello se convirtió en uno de los referentes de la edición independiente con el descubrimiento de escritores españoles como Rafael Reig, Antonio Orejudo, Cristina Cerrada, Iban Zaldua, Esther García Llovet, Cristina Sánchez-Andrade o latinoamericanos (con el profesor de literatura latinoamericana Eduardo Becerra) como Ricardo Piglia, a quien editó por primera vez en España, Héctor Abad Faciolince o Álvaro Enrigue.
Desde entonces y hasta 2010 fue director del sello 451 Editores, proyecto editorial dedicado a la narrativa (incluida una colección de remakes de obras clásicas), el ensayo y el libro ilustrado, que estrenó en España obras como Operación Masacre, de Rodolfo Walsh o El desierto y su semilla, de Jorge Barón Biza, al tiempo que promocionaba a autores de nuevo cuño como Juan Sebastián Cárdenas o Aixa de la Cruz.
Durante toda su carrera ha compaginado la edición y la escritura con la docencia. Así, coordina el máster de Edición-Taller de Libros de la Universidad Autónoma de Madrid, dirigido por Eduardo Becerra, y su editorial Libros de la ballena, que ha presentado en España obras inéditas de autores como Horacio Quiroga, Laura Méndez de Cuenca o José de la Cuadra, recuperado para la actualidad lecturas fundamentales como las de Daniel Sueiro, Panait Istrati o Alphonse Daudet y recopilado antologías como la de escritoras españolas de ciencia ficción Poshumanas y Distópicas. También es profesor de escritura creativa en Hotel Kafka.
Entre febrero y abril de 2015 comisarió la exposición 500 años sin Aldo Manuzio para la Biblioteca Nacional de España.

## Obra
La crítica ha señalado su pertenencia a una supuesta «generación del 60, que componen los escritores nacidos en aquella década del siglo pasado y que hoy están en camino de convertirse en la generación comercialmente hegemónica en el mercado de la ficción literaria», en compañía de, entre otros, Rafael Reig y Antonio Orejudo, autores con los que estudió en la Facultad de Filosofía y Letras de la Universidad Autónoma de Madrid, que «hacen de la escritura un ejercicio de claridad», y de cuyas primeras obras fue editor. Se ha señalado también su «humor y gusto por la sicalipsis», así como su «buen ritmo narrativo». Como indican los títulos de su novela y los premios que ha recibido, es evidente su gusto por la novela de género: histórica, mitológica, sentimental, de aventuras y fantástica, en sus diferentes mezclas.

### Novela
- Mesalina (1989, Exadra)
- Quevedo (1990, Exadra)
- Hipnos (1996, Lengua de Trapo)
  - Bolsillo: Madrid, Suma de Letras, 2002. Traducción al francés (Dominique Lepreux): Hypnos, Lattès, París, 2003. Al griego (Kritón Iliópulos), Hipnos, Atenas, Opera, 2007. Versión cinematográfica: Hipnos, director David Carreras; guion: Carreras y Juan María Ruiz Córdoba; producción DeAPlaneta (2004).
- Ariadna en Naxos (2002, Seix Barral)
  - Edición de quiosco: Barcelona, Planeta Agostini, 2004). Traducción al griego (Kritón Iliópulos): I Ariádni sti Náxo, Atenas, Opera, 2003. Al ruso (M. Emepyanov): Plach Minotavra, Moscú, Flyuid, 2007.
- Nadie me mata (2007, Tusquets)
  - Audiolibro: Liberbox, 2012. Traducción al italiano (G. Maneri): Corpi e anime, Milán, Alacrán Edizioni, 2010.
- El impresor de Venecia (2016, Tusquets)
  - Traducción al francés (Anne Plantagenet): L'Imprimeur de Venise (Lattès, París, 2017). Al italiano (Pino Cacucci): Lo stampatore di Venezia (Guanda, Milán, 2017). Al holandés (Bart Peperkamp): De drukker van Venetië (Wereldbibliotheek, Ámsterdam, 2019). Al japonés (Katsuhiko Yaegashi y Yukiko Yaegashi): Vuenetsuia no shuppan hito (Sakuhinsa, Tokio, 2018).
- Músika (2021, Tusquets)

### Guion de cine
- Eugenio Martín: La sal de la vida (1995)
- David Carreras Solé: Hipnos (2004)

### Prólogos, estudios y ediciones literarias
- Poesía barroca: Góngora, Lope y Quevedo. Antología temática (selección, introducción y edición), Madrid, McGraw-Hill, 1996.
- Calderón de la Barca, La vida es sueño (introducción y edición), Madrid, McGraw-Hill, 1997.
- con Olalla Aguirre: Pedro de Ribadeneyra, Vidas de santos. Antología del «Flos sanctorum» (selección e introducción), Madrid, Lengua de Trapo, 2000.
- Libro de amor (antología ilustrada de relatos, selección, introducción y edición), Madrid, 451, 2007.
- Libro de libros (antología ilustrada de relatos: selección, introducción y edición), Madrid, 451, 2007.
- «Un dandy en el infierno», prólogo en Enrique Gómez Carrillo, Historias de la Gran Guerra, Madrid, Libros de la ballena, 2011.
- «Fortuna e infortunio del libro más bellos y misterioso del mundo», en Museo Lázaro Galdiano, La fortuna de los libros (catálogo de la exposición homónima), Madrid, FLG, 2015.
- «La enfermedad de la literatura», prólogo en Begoña Huertas, El desconcierto, Barcelona, Rata, 2017.

### Participación en obras colectivas

#### Relatos
- «La sexta bala», en Crimen internacional, Zaragoza, AIEP - Ayuntamiento de Zaragoza, 1997.
- «La Dionisíada», en Páginas amarillas, Madrid, Lengua de Trapo, 1997.
- «Alzheimer», en Daños colaterales. Hazañas antibélicas, Madrid, Lengua de Trapo, 2002. Reeditado en La vida por delante. Voces desde y hacia Palestina, Madrid, Fundamentos, 2005.
- «Una pasión de Eurípides», en Cuentos eróticos de San Valentín, Barcelona, Tusquets, 2007. Edición de club: Barcelona, Círculo de Lectores, 2007. Traducción al portugués (David Machado): «Uma paixao de Eurípides», en Contos eróticos de São Valentim, Lisboa, Presença, 2008.
- «A modo de prólogo», en Historias secretas de la Corporación, Madrid, 451, 2008.
- «Festina lente», en Los oficios del libro, Madrid, Libros de la ballena, 2011.
- «Huerto deshecho», en Shukran. Espectros, zombis y otros enamorados, Madrid, Imagine, 2012.
- «El diablo y los libros», adenda en ¡La Leche!, n.º 4. Madrid, primavera 2017.

#### Poemas
- «Soneto», en Cien mil millones de poemas (Demipage, 2011).
- «Sonetos de Marco Annio Umbro», en Taifa, 2.ª época, n.º 3, verano de 1997.

## Premios
- 1997: Premio Hammett por Hipnos.
- 2008: Premio Xatafi-Cyberdark a libro de ficción español por Nadie me mata.
- 2017: Premio Espartaco por El impresor de Venecia.
- 2019: Finalista de los Prix Méditerranée étranger por L'imprimeur de Venise.